# Paraliotipoma
Paraliotipoma is een geslacht van weekdieren uit de klasse van de Gastropoda (slakken).

## Soort
- Paraliotipoma sirenkoi McLean, 2012